# Jana Břežková
Jana Břežková  (n. 6 septembrie 1943, Opava, Germania Nazistă) este actriță și designer de costume cehă, partener de viață pe termen lung al actorului și regizorului Miroslav Macháček. Printre cele mai cunoscute filme ale sale se numără Fața pierdută (1965), Cântecul colonadelor (1975) și Salutări cordiale de pe Terra.

## Biografie
În 1964 a absolvit actoria la DAMU (Divadelní fakulta Akademie múzických umění v Praze) din Praga, iar în timpul studiilor a fost invitată să joace la Národní divadlo (Teatrul Național). După doi ani de studii, a jucat la Teatrul Regional din Příbram, iar din 1967 este membră a ansamblului Činoherní klub (Clubului Dramatic) din Praga. Colaborează activ în film și televiziune și a participat, de asemenea, la crearea mai multor filme ca designer de costume.

## Filmografie selectivă
- 1961 Torțe (Pochodne), regia Vladimír Cech : fiica lui Broz
- 1962 Dinastia neagră (Cerná dynastie), regia Stepán Skalský : colega de clasă al lui Tond
- 1965 Fața pierdută (Ztracená tvár), regia Pavel Hobl
- 1975 Cântecul colonadelor (Hudba kolonád), regia Vladimír Sís : Vilma
- 1977 Parta hic (Parta hic), regia Hynek Bocan : asistenta medicală
- 1982 Vampirul din Ferat (Upír z Feratu), regia Juraj Herz : Luisa / Klára Tomášová
- 1983 Salutări cordiale de pe Terra (Srdečný pozdrav ze zeměkoule), regia Oldrich Lipský : șoferița